# Villasidro
Villasidro es una localidad situada en la provincia de Burgos, comunidad autónoma de Castilla y León (España), comarca de Odra-Pisuerga, ayuntamiento de Sasamón. Es una Entidad Local Menor cuyo alcalde pedáneo es Óscar García Bartolomé de Ciudadanos. 

## Toponimia
El nombre procede, según la versión más aceptada, de Villa Isidro o Villa de Isidro, que, por elisión de la «i» después de la «a», quedó como Villasidro.
Para el nombre de la localidad sarda de Villacidro, una de las teorías propuestas es que puede proceder de «villa» y «cidrus» («cedro» en latín); que podría ser una alternativa para Villasidro.

## Geografía
En 2024, contaba con 30 habitantes. Está situado a 3 km al noroeste de la capital del municipio, Sasamón, en la carretera BU-610 que atravesando Villahizán de Treviño nos conduce a Sotresgudo. 
En el páramo (Paramillo, 863 m) que cierra a poniente el valle del río Brullés. 
Limita con los términos de Sordillos y Grijalba ya en el valle del Odra.

## Historia
El 20 de febrero de 1085, el rey Alfonso VI donó  la villa al Hospital del Emperador, situado en la ciudad de Burgos, barrio de San Pedro de la Fuente. En 1128, Alfonso VII hizo donación de dicho hospital con todas sus pertenencias a la mitra burgalesa, ostentando desde entonces su titularidad los obispos y arzobispos de Burgos.
Villa que formaba parte, en su categoría de pueblos solos, del Partido de Castrojeriz, uno de los catorce que formaban la Intendencia de Burgos, durante el periodo comprendido entre 1785 y 1833, en el Censo de Floridablanca de 1787, jurisdicción de realengo, alcalde ordinario.
Antiguo municipio de Castilla la Vieja en el partido de Castrojeriz.
En el censo de la matrícula catastral contaba con 39 hogares y 156 vecinos. Entre el censo de 1981 y el anterior, este municipio desaparece porque se integra en el municipio de Sasamón, con una extensión superficial de 1700 hectáreas, 33 hogares y 125 habitantes.

## Demografía
| Gráfica de evolución demográfica de Villasidro entre 1842 y 1970 |
| |
| Población de derecho según los censos de población del INE Población de hecho según los censos de población del INEEntre el censo de 1981 y el anterior, este municipio desaparece porque se integra en el municipio Sasamón. |

## Patrimonio
- Iglesia de Santa María Magdalena, dependiente de la parroquia de Sasamón, en el arciprestazgo de Amaya.[5] Iglesia perfectamente cerrada en 1603, llena de altares tanto clásicos como barrocos, con abundante imaginería y relicarios.
- Ermita de la Virgen de Gracia, también conocida como de Nuestra Señora del Rosario.
- Fuente de piedra en la plaza de la Iglesia.

Patrimonio arquitectónico
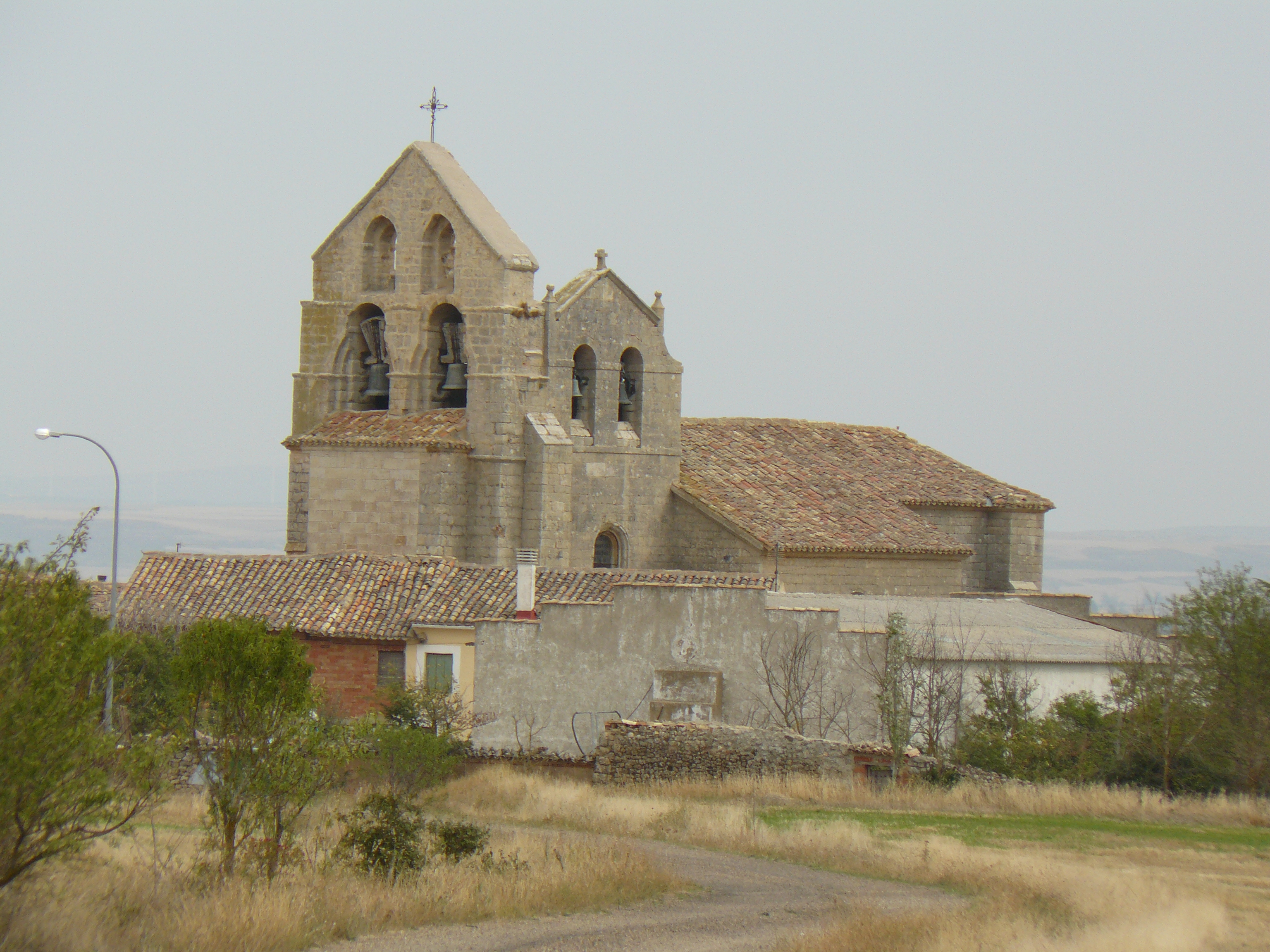
Vista parcial de la iglesia.
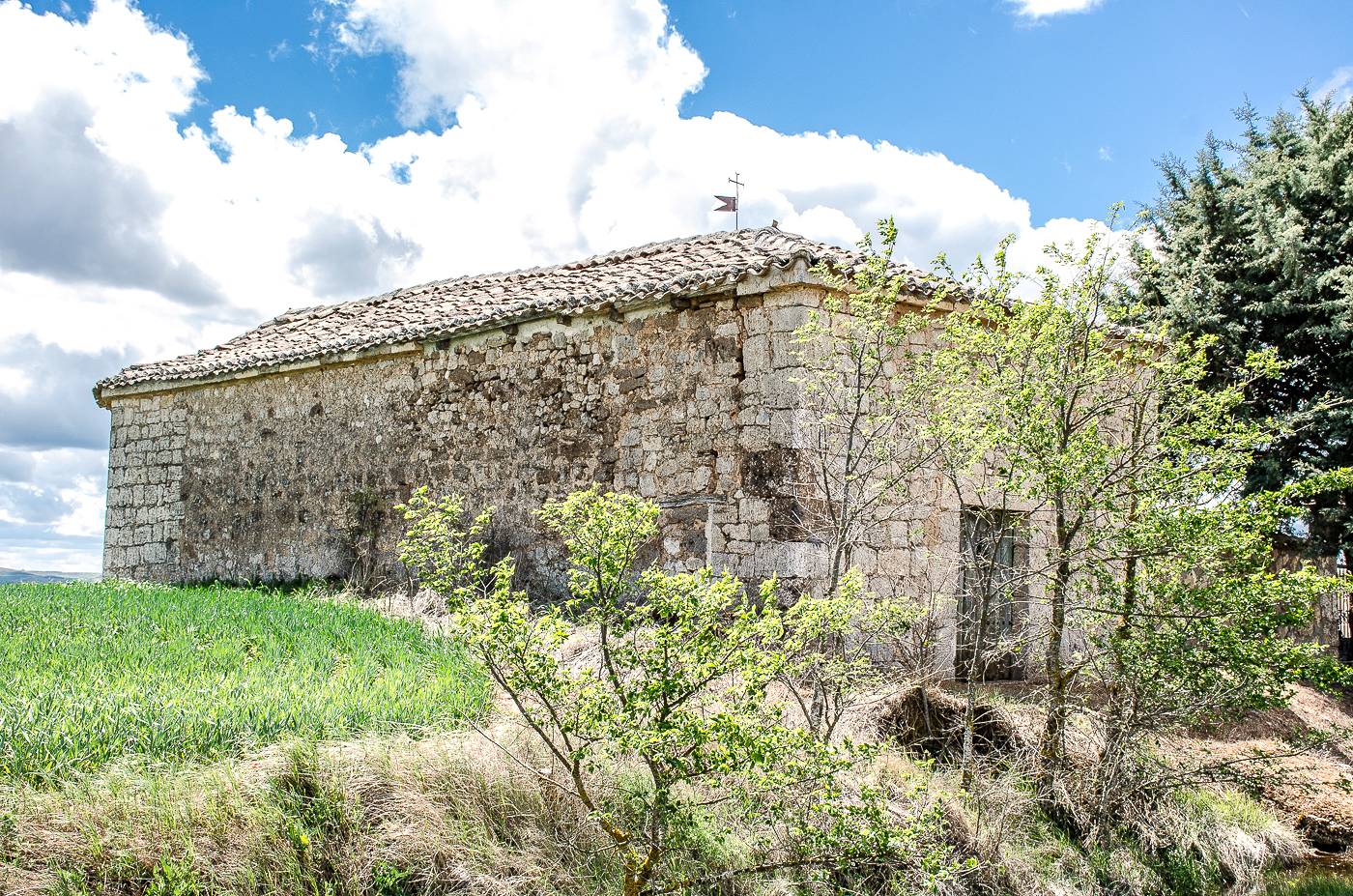
Ermita de la Virgen del Gracia o de Nuestra Señora del Rosario.
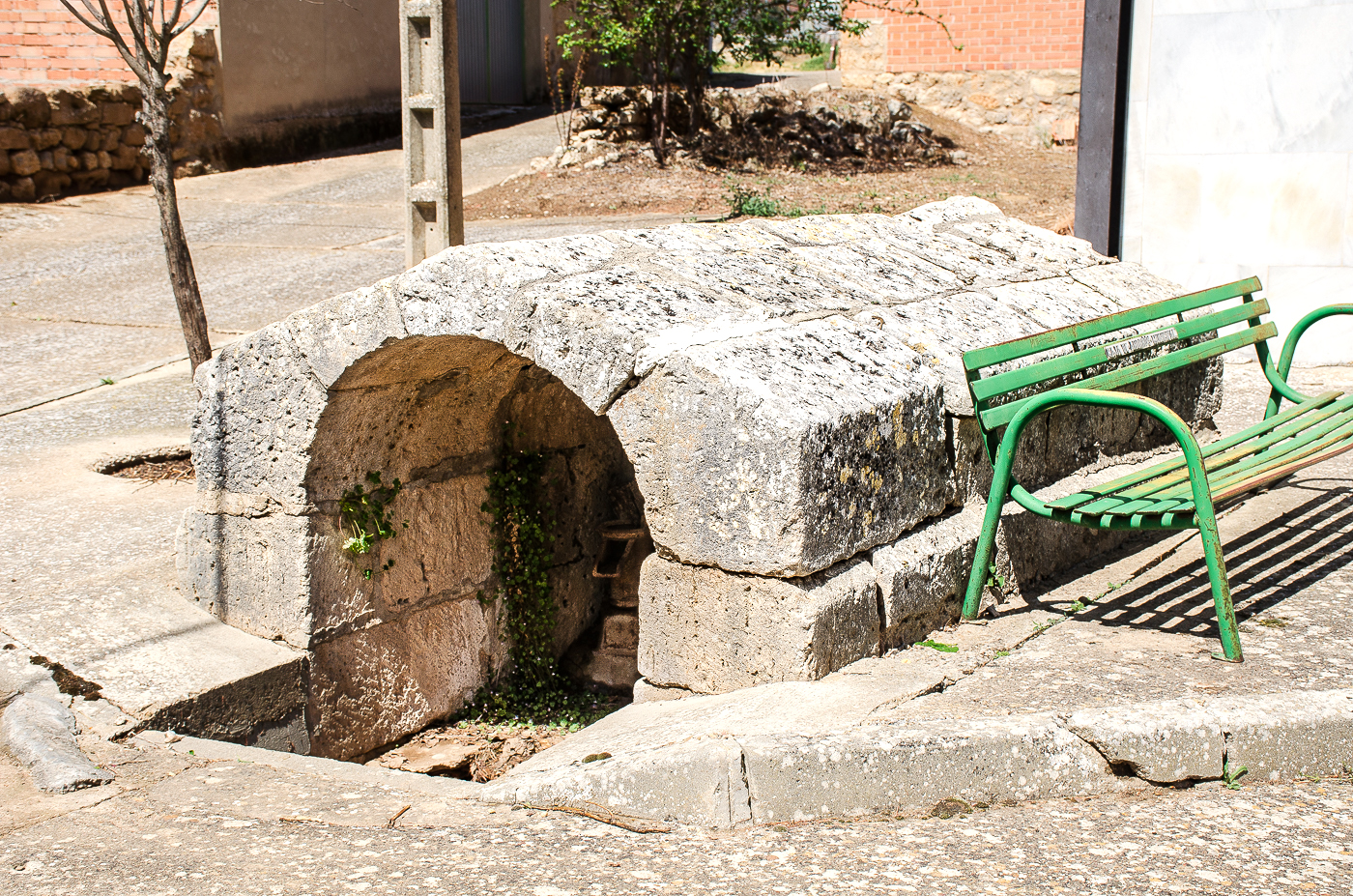
Fuente de piedra en la plaza de la iglesia.

## Cultura

### Fiestas
Las fiestas patronales de Villasidro son en honor a Santa María Magdalena, en la que antiguamente se celebraban el veintidós de julio, y debido a que coincidía en plena actividad de recogida de la cosecha, se trasladó al día 29 de mayo, fecha en la que en la actualidad se viene celebrando.

### Curiosidades
Sus habitantes son conocidos por el sobrenombre de «renacuajos» debido a las abundantes tojas (pequeñas charcas) que había en la zona y en las que abundaban las ranas. Recientemente (en el 2008) ha sido recuperada la mayor de ellas.